# 古市健三
古市 健三（ふるいち けんぞう、1948年（昭和23年）2月8日 - 2017年（平成29年) 2月10日）は、日本の政治家。岡山県倉敷市長（1期）。岡山県議会議員（6期）。

## 来歴
岡山県出身。1970年、早稲田大学教育学部卒。アメリカに渡り、ミシガン州立大学大学院修了。1979年、岡山県議会議員に当選、6期務める。1999年5月14日に議長に就任した。2000年1月11日に退任した。
2000年の倉敷市長選挙に立候補したが現職の中田武志に敗れ、落選した。2004年の倉敷市長選挙に再び立候補し、現職の中田武志を破って当選した。2008年の倉敷市長選挙に立候補したが、元総務官僚の伊東香織に敗れた。